# White Man's Burden
White Man's Burden (br: A Cor da Fúria) é um filme produzido nos Estados Unidos em 1995, escrito e dirigido por Desmond Nakano.
O filme aborda o racismo nos  Estados Unidos, mostrando uma realidade alternativa, onde a elite sócio econômica do país são os negros e quem vive em guetos marginalizados são os brancos.

## Sinopse
Em uma realidade alternativa dos Estados Unidos, inversão de papéis raciais, no mundo de Louis Pinnock, a vida é simples. Ele se afasta de confusões e faz tudo para ganhar a confiança dos patrões.
Pinnock trabalha como operário de uma fábrica e está apto a conseguir uma promoção. Até o dia em que ele conhece Thaddeus Thomas, um empresário bem sucedido, que tem uma magnífica casa e uma bonita família. Para Thaddeus a vida é cheia de possibilidades. Isto até seu caminho cruzar com o de Pinnock, que em um momento de distração, ultrapassa os limites sociais e comete um erro que custará um preço muito alto para sua família, sua casa e sua vida.
O que acontece em seguida, no auge do desespero, mudará a vida de todos, e em especial a de Thaddeus Thomas.

## Elenco
| Ator/Atriz      | Personagem      |
| --------------- | --------------- |
| John Travolta   | Louis Pinnock   |
| Harry Belafonte | Thaddeus Thomas |
| Kelly Lynch     | Marsha Pinnock  |
| Margaret Avery  | Megan Thomas    |
| Tom Bower       | Stanley         |
| Andrew Lawrence | Donnie Pinnock  |